# Mediodactylus amictopholis
Cyrtopodion amictopholis là một loài thằn lằn trong họ Gekkonidae. Loài này được Hoofien mô tả khoa học đầu tiên năm 1967.